# Col de Torougart
Le col de Torougart (en kirghiz : Торуг-арт, Togour-art ; en sinogrammes simplifiés : 图噜噶尔特山口 ; en pinyin : túlūgáĕrtè shānkŏu) est un col du massif du Tian Shan, à 3 752 m d'altitude. Le col est situé à la frontière de la province de Naryn, au Kirghizistan, et de la région autonome du Xinjiang, en Chine.

## Géographie
Le pittoresque lac de Tchatyr-Koul se trouve du côté kirghize, près du col. La route qui vient de Bichkek et passe à Naryn et Balykchy est longue de 400 km. Elle est étroite et fréquemment coupée en hiver en raison d'abondantes chutes de neige et des risques d'avalanches. Du côté chinois du col, le poste-frontière de Torougart (吐尔尕特口岸), où les voyageurs doivent accomplir les formalités de police et de douanes, se trouve à Ulugqat, 110 km du col proprement dit. Le col se trouve à 110 km d'Ulugqat, à 165 km de Kachgar, à 170 km d'Artux et à quelque 1 630 km d'Urumqi.

## Histoire
La Russie et la Chine établirent un premier poste-frontière au col de Torougart en 1881. En 1906, une banque russe, la Banque de transport sino-russe, prêta 20 millions de roubles à la Chine pour les travaux de la route entre le col et la ville de Kachgar. Les marchands russes reçurent le monopole du commerce, mais la Chine fixa des droits de douanes si élevés qui le trafic était insignifiant et la route ne fut pas entretenue. En 1952, le col de Torougart remplaça le col d'Irkechtam, qui se trouve à 165 km au sud-ouest, comme principal point de passage entre le Xinjiang et la république socialiste soviétique kirghize. Le col fut fermé en 1969 en raison de la rupture sino-soviétique. Il fut rouvert en 1983. En 1995, le poste-frontière chinois fut transféré à une altitude moins élevée (2 000 m) et plus près de Kachgar.

## Perspectives
Les gouvernements chinois et kirghize envisagent d'ouvrir le col aux voyageurs de pays tiers, pour lesquels le franchissement est jusqu'ici difficile, même avec des formalités préalables. La construction d'une voie ferrée reliant Kachgar à la vallée de Ferghana par le col de Torougart est envisagée. En 2009, la Banque asiatique de développement s'est engagée à financer la reconstruction de la route du côté kirghize. Ces travaux doivent être achevés en 2013.
|                                         |  |  |
| La route conduisant au col de Torougart |  |  |